# Jakob von Washington
Jakob von Washington (Den Haag, 26 januari 1778 - Notzing, 5 april 1848) was een Nederlands militair en luitenant-generaal in het leger van het koninkrijk Beieren.
Hij werd geboren als Jacobus Washington en gedoopt als James Washington en was van de vijfde generatie van een uit Engeland naar Rotterdam geëmigreerde tak van de familie Washington. Hij diende vanaf 1794 in het leger van de Republiek der Zeven Verenigde Nederlanden tijdens de inval van de Franse troepen. In 1799 stuurde hij een brief naar zijn verre familielid George Washington om voor de Verenigde Staten te mogen dienen in de Amerikaans-Franse oorlog (1798-1800) maar dit verzoek werd afgewezen omdat hij te onervaren was.
Hierna verhuisde hij naar Beieren waar hij in het leger diende. Hij viel op bij Lodewijk I van Beieren die hem bevorderde. Hij was betrokken bij de Vrede van Tilsit en vocht in de Slag bij Waterloo. In 1825 werd hij luitenant-generaal en in 1828 werd hij door koning Lodewijk in de adelstand verheven als Freiherr von Washington.
Von Washington was tweemaal gehuwd en kreeg meerdere kinderen. De Von Washington-tak stierf na de Eerste Wereldoorlog uit.

## Onderscheidingen
- Ridder Commandeur in de Orde van het Bad in 1843

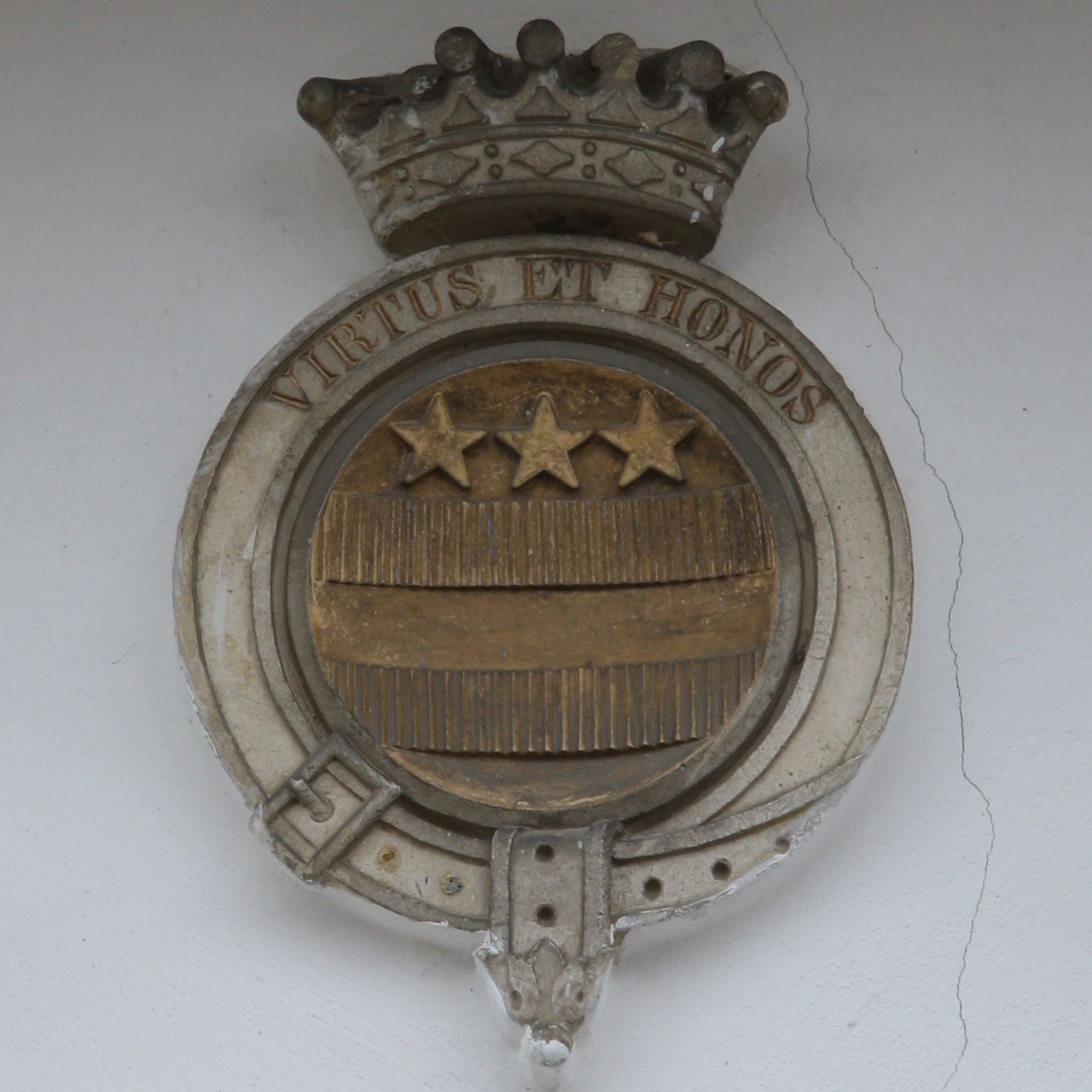
Familiewapen
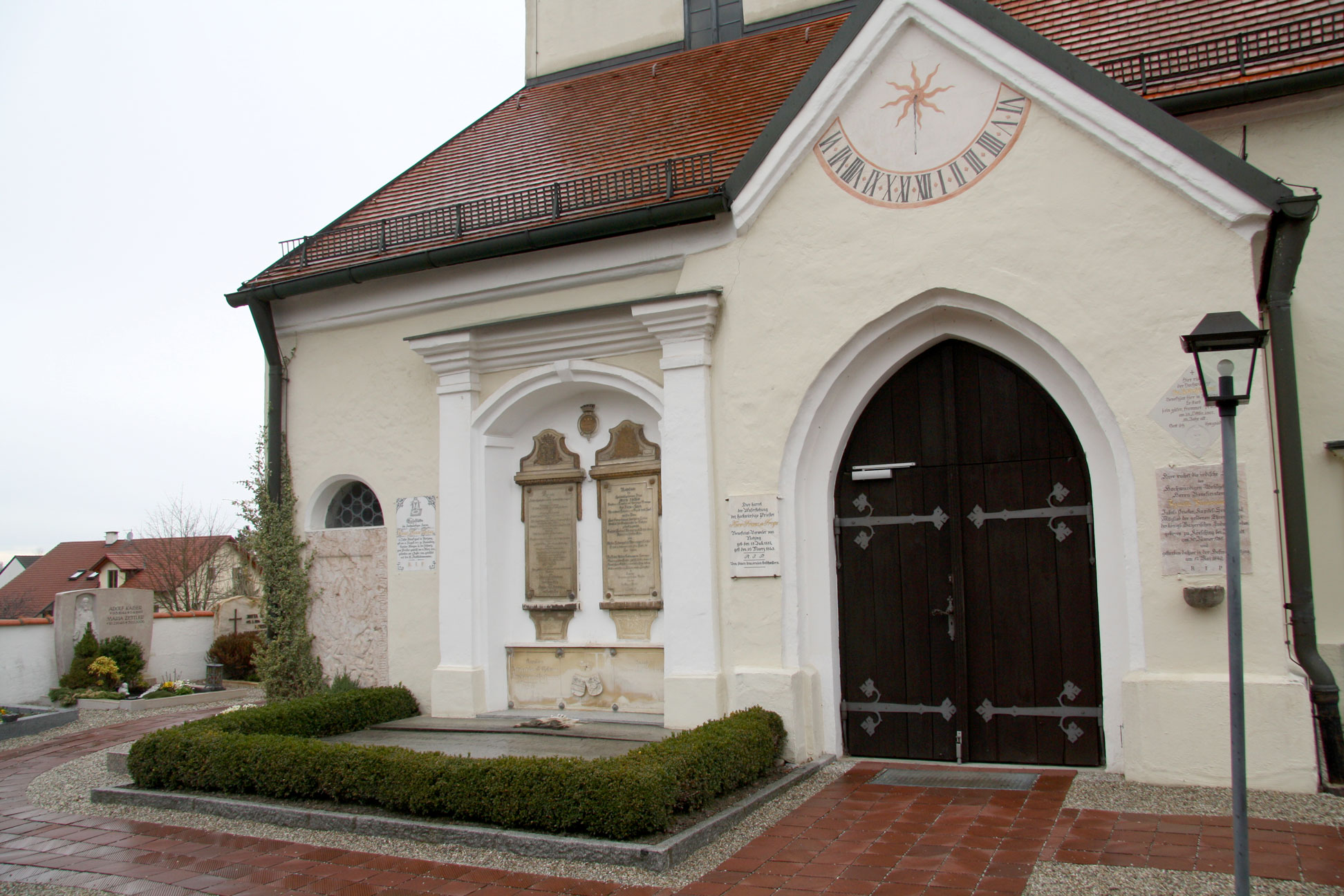
Familiegraf in Notzing

- Gemeinsame Normdatei: 117146366
- Virtual International Authority File: 15538525
- WorldCat: E39PBJk8W4kmYBMHwYYjCbwQv3